# Dołno seło
Dołno seło (bułg. Долно село) – wieś w Bułgarii, w obwodzie Kiustendił, w gminie Kiustendił. Według danych szacunkowych Ujednoliconego Systemu Ewidencji Ludności oraz Usług Administracyjnych dla Ludności, 15 września 2022 roku miejscowość liczyła 59 mieszkańców.

## Historia

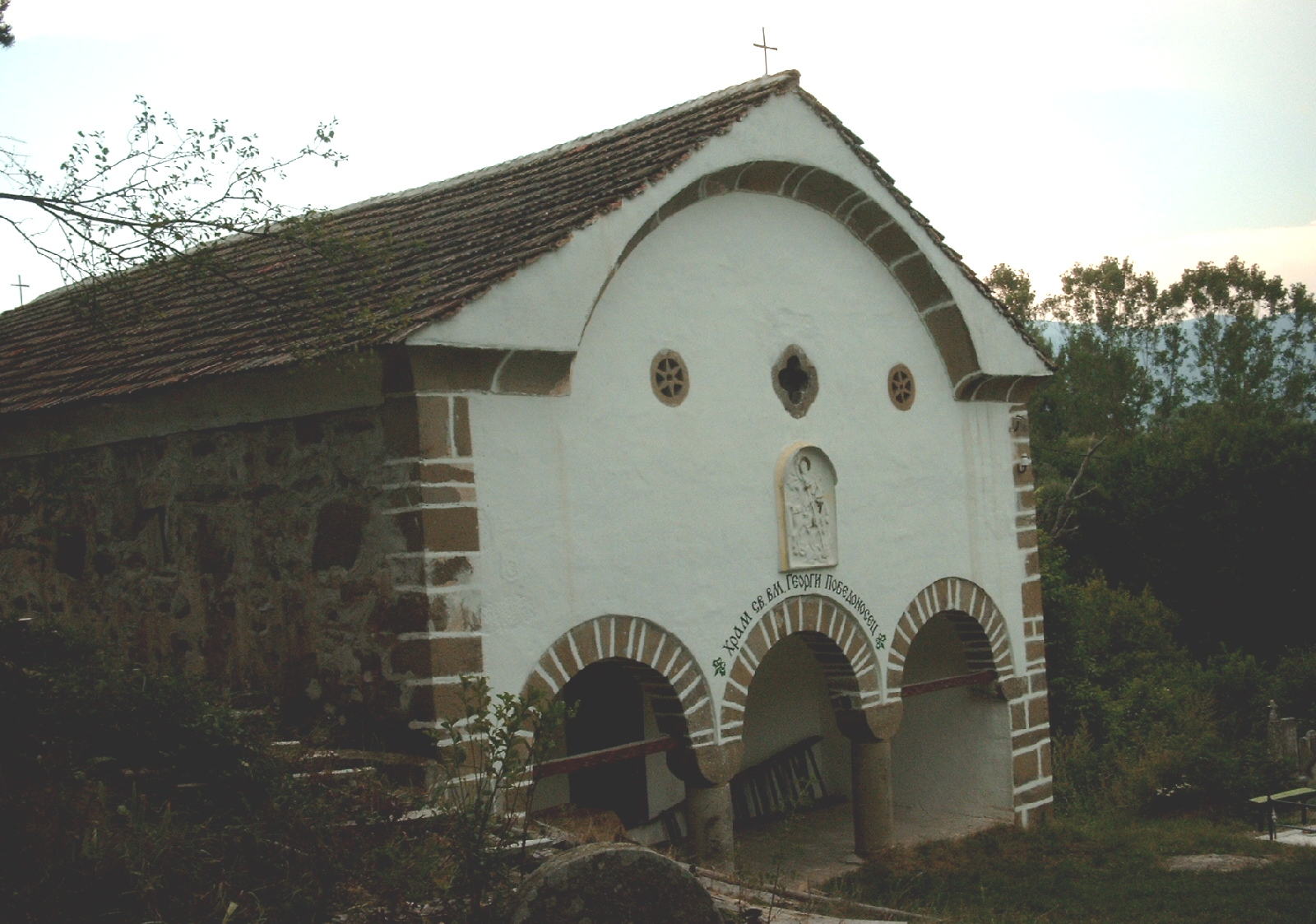
Cerkiew św. Jerzego

Pozostałości prehistorycznego i późno antycznego osadnictwa świadczą o tym, że obszar ten był zamieszkany od czasów starożytnych. Wieś Dolno seło to stara średniowieczna osada wpisana do tureckiego rejestru podatkowego w latach 1570–1572 jako posiadłość sułtana w kaazie Yłydża (Kiustendił) z 3 muzułmańskimi i 21 chrześcijańskimi gospodarstwami, 15 kawalerów i 5 ojców. W 1866 r. wieś liczyła 55 gospodarstw i 404 mieszkańców. W 1934 r. – 1009 mieszkańców. W 1867 roku zbudowano cerkiew św. Jerzego Zwycięzcy.